# Острогожский район
Острого́жский райо́н — административно-территориальная единица (район) и муниципальное образование (муниципальный район) на западе Воронежской области России.
Административный центр — город Острогожск.

## География
Острогожский район граничит с Репьёвским, Хохольским, Каширским, Лискинским и Каменским районами Воронежской области, а также Алексеевским  и Красненским районом Белгородской области. Он расположен в юго-восточной части Среднерусской возвышенности на правобережье Дона. Площадь района — 1730 км².
Климат на территории района умеренно континентальный, частые ветры. Земли — чернозёмы обыкновенные. Основными полезными ископаемыми района являются мёл, глина, песок. По территории района протекают реки Дон, Потудань, Девица, Тихая Сосна, есть небольшие озёра. Рельеф территории при реках — холмистый, овражно-балочный. Склоны правобережья Дона достигают высоты 80-90 метров.

## История
В состав Российского государства земли современного Острогожского района вошли к концу XVI века в результате реорганизации сторожевой службы и упорядочения юго-восточных границ государства, однако хозяйственное освоение земель района начинается в начале XVII века. 14 сентября 1614 года по указу правительства на землях, «тяготевших» к Воронежу, были заведены Воронежские откупные ухожья" (Сосенский, Терновский и Иловский леса).
Однако постоянные поселения возникают лишь во второй четверти XVII века, после строительства Белгородской защитной черты. Первым городом на территории современного района стал Ольшанск, построенный в 1644 году. Несколько позже были построены города-крепости: Коротояк (1647), Урыв (1648), Острогожск (1652). В XVIII—XIX веках территория современного Острогожского района находилась в пределах Коротоякского (северная часть), Острогожского (южная часть) и Бирюченского уездов Воронежской губернии.
Приведём выдержки из географического описания Коротоякского и Острогожского уездов, относящиеся к XIX веку. М. Л. Савёлов писал: 

«…правая, западная сторона (Дона), представляет собой почти непрерывный горный кряж, придающий ей довольно живописный вид, высшая точка этой части — г. Коротояк, расположен на высоте 536 футов над уровнем моря… Почва почти исключительно чернозёмная…Западная часть уезда занимает долины рек Потудани и Девицы, сплошь покрытые густым населением… В старину, даже ещё в XVII ст., наша теперь безлесая, местность была сплошь покрыта вековыми лесами, служившими убежищем такому зверю, как соболь, бобёр, дикий кабан, зубр и т.п.… Теперь … от лесов остались лишь жалкие воспоминания».

Г. М. Веселовский описывал Острогожский уезд так: 

«По площади Острогожского уезда только изредка проходят небольшие возвышенности в форме горных кряжей и в некоторых местах прорезывают её глубокие овраги. Горные кряжи проходят один с северо-запада по правому берегу реки Дона, а другой в юго-западной части уезда… В Острогожской почве содержится селитра, и поэтому в старые времена жители этого уезда занимались добыванием селитры, для чего около Острогожска, например, устроены были селитряницы, в виде огромных куч, которые малороссы называют селитряными курганами…».
«Леса небольшими сплошными полосами встречаются только на восточной стороне уезда, по течению р. Дона, и на северо-западной, в остальных же частях только изредка попадается небольшими группами чернолесник: дуб, клен, черноклен, ясень, илим, караич, бересклет, орешник…».

Установление Советской власти в Острогожске связано с активной революционной деятельностью рабочих чугунолитейных заводов, железнодорожных мастерских и городского гарнизона (г. Острогожск). К революционному движению присоединились служащие и учащиеся средних учебных заведений. Острогожский район образован 30 июля 1928 года в составе Острогожского округа Центрально-Чернозёмной области. 23 июля 1930 года Постановлением ЦИК и СНК СССР «О ликвидации округов» Острогожский округ был ликвидирован и районы перешли в непосредственное подчинение областному центру — Воронежу. 13 июня 1934 года Острогожский и Коротоякский районы были включены во вновь образованную Воронежскую область.
Период 1920—1940 годов характеризуется дальнейшим развитием промышленности и сельского хозяйства на основе коллективного хозяйства. В 1935 году была закончена прокладка второй колеи на железнодорожной магистрали Харьков — Балашов, проходящей через Острогожск.
Во время Великой Отечественной войны Острогожский район стал ареной активных боевых действий. В июле 1942 года вся правобережная (по реке Дон) часть района была оккупирована немецко-фашистскими захватчиками и союзными им венгерскими и итальянскими войсками. Освобождён район был в январе 1943 года войсками 40-й армии в ходе Острогожско-Россошанской наступательной операции. О событиях 1942—1943 года напоминают братские могилы в Острогожске, селах Петропаловске, Солдатском, Урыве, Девице, Короткове, Сторожевом.
После окончания Великой Отечественной войны экономическое развитие района происходило на основе агропромышленного комплекса. Большинство предприятий — предприятия перерабатывающей промышленности. В 1957 году на территории Острогожского района прошла 30-километровая трасса первой очереди газопровода Ставрополь — Москва. В 1961 году, 24 июня, по указу Президиума Верховного Совета РСФСР Коротоякский район был упразднён, его территория передана в состав Острогожского и Давыдовского районов.

## Население
| 1989    | 2000    | 2002    | 2005    | 2007    | 2009    | 2010    |
| ------- | ------- | ------- | ------- | ------- | ------- | ------- |
| 66 899  | ↘31 612 | ↘27 972 | ↗63 718 | ↘59 500 | ↘58 359 | ↗61 291 |
| 2011    | 2012    | 2013    | 2014    | 2015    | 2016    | 2017    |
| ↘61 043 | ↘60 328 | ↘59 518 | ↘59 019 | ↘58 950 | ↘58 670 | ↘58 536 |
| 2018    | 2021    | 2025    |         |         |         |         |
| ↘58 309 | ↘55 747 | ↘53 478 |         |         |         |         |

### Урбанизация
В городских условиях (город Острогожск) проживают  57,12 % населения района.

### Национальный состав
По итогам переписи населения 2020 года проживали следующие национальности (национальности менее 0,1 % и другое, см. в сноске к строке «Другие»):
| Национальность | Численность, чел. | Доля     |
| -------------- | ----------------- | -------- |
| Русские        | 52 551            | 94,27 %  |
| Армяне         | 202               | 0,36 %   |
| Украинцы       | 187               | 0,34 %   |
| Чеченцы        | 80                | 0,14 %   |
| Азербайджанцы  | 80                | 0,14 %   |
| Таджики        | 76                | 0,14 %   |
| Татары         | 64                | 0,11 %   |
| Узбеки         | 57                | 0,10 %   |
| Другие         | 2450              | 4,40 %   |
| Итого          | 55 747            | 100,00 % |

## Муниципально-территориальное устройство
В Острогожский муниципальный район входят 20 муниципальных образований, в том числе 1 городское и 19 сельских поселений:
| №  | Муниципальное образование            | Административный центр | Количество населённых пунктов | Население | Площадь, км2 |
| -- | ------------------------------------ | ---------------------- | ----------------------------- | --------- | ------------ |
| 1  | городское поселение город Острогожск | город Острогожск       | 7                             | ↘31 329   | 192,76       |
| 2  | Берёзовское сельское поселение       | село Берёзово          | 2                             | ↘531      | 53,87        |
| 3  | Болдыревское сельское поселение      | село Болдыревка        | 5                             | ↘613      | 29,99        |
| 4  | Веретьевское сельское поселение      | село Веретье           | 2                             | ↗1245     | 56,18        |
| 5  | Гниловское сельское поселение        | село Гнилое            | 8                             | ↗3920     | 85,01        |
| 6  | Дальнеполубянское сельское поселение | село Дальняя Полубянка | 3                             | ↘447      | 94,90        |
| 7  | Девицкое сельское поселение          | село Девица            | 2                             | ↗733      | 55,27        |
| 8  | Коротоякское сельское поселение      | село Коротояк          | 6                             | ↗3825     | 192,03       |
| 9  | Кривополянское сельское поселение    | село Кривая Поляна     | 4                             | →484      | 62,21        |
| 10 | Криниченское сельское поселение      | село Криница           | 11                            | ↘2189     | 147,26       |
| 11 | Мастюгинское сельское поселение      | село Мастюгино         | 2                             | ↘662      | 46,91        |
| 12 | Ольшанское сельское поселение        | село Нижний Ольшан     | 5                             | ↘1229     | 122,12       |
| 13 | Петренковское сельское поселение     | село Петренково        | 3                             | ↘977      | 80,29        |
| 14 | Петропавловское сельское поселение   | село Петропавловка     | 2                             | ↗676      | 63,25        |
| 15 | Солдатское сельское поселение        | село Солдатское        | 2                             | ↘878      | 82,96        |
| 16 | Сторожевское 1-е сельское поселение  | село Сторожевое Первое | 1                             | ↘772      | 42,98        |
| 17 | Терновское сельское поселение        | село Терновое          | 3                             | ↘736      | 50,43        |
| 18 | Урывское сельское поселение          | село Урыв-Покровка     | 3                             | ↘1817     | 105,57       |
| 19 | Хохол-Тростянское сельское поселение | село Хохол-Тростянка   | 1                             | ↘571      | 50,29        |
| 20 | Шубинское сельское поселение         | село Шубное            | 8                             | ↘2471     | 96,95        |

## Населённые пункты
В Острогожском районе 80 населённых пунктов.
| №  | Населённый пункт                                      | Тип     | Население | Муниципальное образование            |
| -- | ----------------------------------------------------- | ------- | --------- | ------------------------------------ |
| 1  | Аверино                                               | хутор   | ↘0        | Коротоякское сельское поселение      |
| 2  | Александровка                                         | хутор   | →177      | Криниченское сельское поселение      |
| 3  | Берёзово                                              | село    | ↗488      | Берёзовское сельское поселение       |
| 4  | Ближнее Стояново                                      | хутор   | ↘580      | Гниловское сельское поселение        |
| 5  | Ближняя Полубянка                                     | село    | ↗385      | Петренковское сельское поселение     |
| 6  | Болдыревка                                            | село    | ↗496      | Болдыревское сельское поселение      |
| 7  | Бузенки                                               | хутор   | ↘146      | Мастюгинское сельское поселение      |
| 8  | Веретье                                               | село    | ↗704      | Веретьевское сельское поселение      |
| 9  | Верхний Ольшан                                        | село    | ↗167      | Ольшанское сельское поселение        |
| 10 | Весёлый                                               | хутор   | ↘13       | Урывское сельское поселение          |
| 11 | Владимировка                                          | хутор   | ↘152      | Дальнеполубянское сельское поселение |
| 12 | Волошино                                              | село    | ↘582      | городское поселение город Острогожск |
| 13 | Гнилое                                                | село    | ↗1028     | Гниловское сельское поселение        |
| 14 | Гослесопитомника                                      | посёлок | ↘1        | Терновское сельское поселение        |
| 15 | Гостинный                                             | хутор   | ↘9        | Коротоякское сельское поселение      |
| 16 | Грушевая Поляна                                       | посёлок | ↗276      | Шубинское сельское поселение         |
| 17 | Губаревка                                             | хутор   | ↘34       | Шубинское сельское поселение         |
| 18 | Дальняя Полубянка                                     | село    | ↘401      | Дальнеполубянское сельское поселение |
| 19 | Девица                                                | село    | ↘822      | Девицкое сельское поселение          |
| 20 | Десятки                                               | хутор   | ↘15       | Болдыревское сельское поселение      |
| 21 | Должик                                                | хутор   | ↘350      | Криниченское сельское поселение      |
| 22 | Дубовой                                               | хутор   | ↗156      | Болдыревское сельское поселение      |
| 23 | Ездочное                                              | село    | ↘164      | Терновское сельское поселение        |
| 24 | Завершье                                              | село    | ↘123      | Берёзовское сельское поселение       |
| 25 | Засосна                                               | хутор   | ↘78       | Ольшанское сельское поселение        |
| 26 | Ивановский                                            | хутор   | ↘27       | Петропавловское сельское поселение   |
| 27 | Калинин                                               | хутор   | ↘33       | Девицкое сельское поселение          |
| 28 | Клин                                                  | хутор   | ↘0        | Солдатское сельское поселение        |
| 29 | Кодубец                                               | хутор   | ↘25       | Криниченское сельское поселение      |
| 30 | Коловатовка                                           | деревня | ↘55       | Ольшанское сельское поселение        |
| 31 | Коротояк                                              | село    | ↘1904     | Коротоякское сельское поселение      |
| 32 | Кривая Поляна                                         | село    | ↘330      | Кривополянское сельское поселение    |
| 33 | Криница                                               | село    | ↘382      | Криниченское сельское поселение      |
| 34 | Литвиновка                                            | хутор   | ↗5        | Криниченское сельское поселение      |
| 35 | Лобкин                                                | хутор   | →1        | городское поселение город Острогожск |
| 36 | Луки                                                  | посёлок | ↘736      | Криниченское сельское поселение      |
| 37 | Мастюгино                                             | село    | ↘657      | Мастюгинское сельское поселение      |
| 38 | Мостище                                               | хутор   | ↘7        | Коротоякское сельское поселение      |
| 39 | Нижний Ольшан                                         | село    | ↘884      | Ольшанское сельское поселение        |
| 40 | Новая Мельница                                        | село    | ↘316      | городское поселение город Острогожск |
| 41 | Новая Осиновка                                        | село    | ↗457      | Веретьевское сельское поселение      |
| 42 | Ново-Успенка                                          | хутор   | ↘297      | Урывское сельское поселение          |
| 43 | Острогожск                                            | город   | ↘30 549   | городское поселение город Острогожск |
| 44 | Павловский                                            | посёлок | ↘28       | Криниченское сельское поселение      |
| 45 | Паленин                                               | хутор   | ↘101      | Кривополянское сельское поселение    |
| 46 | Пахолок                                               | хутор   | ↗17       | Петренковское сельское поселение     |
| 47 | Пески-Харьковские                                     | посёлок | ↗92       | Криниченское сельское поселение      |
| 48 | Петренково                                            | село    | ↗543      | Петренковское сельское поселение     |
| 49 | Петропавловка                                         | село    | ↘678      | Петропавловское сельское поселение   |
| 50 | Покровка                                              | село    | ↘1746     | Коротоякское сельское поселение      |
| 51 | Посёлок 1-го отделения совхоза «Острогожский»         | посёлок | ↗76       | Шубинское сельское поселение         |
| 52 | Посёлок 1-го отделения совхоза «Победа»               | посёлок | ↘347      | Гниловское сельское поселение        |
| 53 | Посёлок 2-го отделения совхоза «Острогожский»         | посёлок | ↘37       | Шубинское сельское поселение         |
| 54 | Посёлок 2-го отделения совхоза «Победа»               | посёлок | ↘536      | Гниловское сельское поселение        |
| 55 | Посёлок 3-го отделения совхоза «Победа»               | посёлок | ↗647      | Гниловское сельское поселение        |
| 56 | Посёлок Центрального отделения совхоза «Острогожский» | посёлок | ↗653      | Шубинское сельское поселение         |
| 57 | Прилепы                                               | хутор   | ↗5        | Кривополянское сельское поселение    |
| 58 | Прокопец                                              | хутор   | ↘24       | Дальнеполубянское сельское поселение |
| 59 | Растыкайловка                                         | хутор   | ↗131      | Кривополянское сельское поселение    |
| 60 | Родники                                               | хутор   | ↘8        | Болдыревское сельское поселение      |
| 61 | Русская Тростянка                                     | село    | ↗405      | Шубинское сельское поселение         |
| 62 | Рыбное                                                | село    | ↘427      | Криниченское сельское поселение      |
| 63 | Самопомощь                                            | хутор   | ↘47       | городское поселение город Острогожск |
| 64 | Сельхозтехника                                        | посёлок | ↘375      | Гниловское сельское поселение        |
| 65 | Сибирский                                             | посёлок | ↘54       | Гниловское сельское поселение        |
| 66 | Солдатское                                            | село    | ↘989      | Солдатское сельское поселение        |
| 67 | Средне-Воскресенское                                  | село    | ↗72       | Криниченское сельское поселение      |
| 68 | Сторожевое Первое                                     | село    | ↘772      | Сторожевское 1-е сельское поселение  |
| 69 | Стрелица                                              | посёлок | ↘28       | Шубинское сельское поселение         |
| 70 | Таволжанка                                            | посёлок | ↗37       | Криниченское сельское поселение      |
| 71 | Терновое                                              | село    | ↘704      | Терновское сельское поселение        |
| 72 | Труд                                                  | посёлок | ↘61       | городское поселение город Острогожск |
| 73 | Урыв-Покровка                                         | село    | ↘1647     | Урывское сельское поселение          |
| 74 | Успенское                                             | село    | ↘257      | Коротоякское сельское поселение      |
| 75 | Ушаков                                                | хутор   | ↘1        | городское поселение город Острогожск |
| 76 | Хохол-Тростянка                                       | село    | ↘571      | Хохол-Тростянское сельское поселение |
| 77 | Шинкин                                                | хутор   | ↘166      | Ольшанское сельское поселение        |
| 78 | Шубное                                                | село    | ↗1061     | Шубинское сельское поселение         |
| 79 | Элеваторный                                           | посёлок | ↗477      | Гниловское сельское поселение        |
| 80 | Яблочный                                              | хутор   | ↗50       | Болдыревское сельское поселение      |

## Экономика
Сельское хозяйство района представлено 17 сельскохозяйственными предприятиями, 27 фермерскими хозяйствами и более 20 тыс. личными подсобными хозяйствами населения. Численность занятых в сельском хозяйстве составляет 5259 человек или 24,4 % от общего числа занятых в экономике района. Сельскохозяйственные предприятия занимаются возделыванием зерновых и технических, кормовых и овощных культур. Два хозяйства занимаются выращиванием плодов и ягод. Основными отраслями животноводства является молочное скотоводство, свиноводство, овцеводство.
На территории района находится 16 крупных и средних промышленных предприятий. В районе преобладают предприятия, деятельность которых относится к «Обрабатывающим производствам» (в основном предприятия, производящие пищевые продукты). Есть также строительные и транспортные организации, большая сеть торговых, медицинских и культурно просветительных учреждений, организаций службы быта, связи — большей частью сосредоточенных в районном центре.
Тут работает более 30 промышленных предприятий, занимающихся обслуживанием сельскохозяйственного производства и переработкой сельхозпродукции, эксплуатацией и ремонтом автотранспорта, строительством, производством предметов народного потребления и машиностроительной продукции. Торговая марка острогожских консервов, вин, молокопродуктов, кондитерских изделий известна далеко за пределами района и области. В городе свыше ста предприятий частной собственности, работающих в сфере торговли и бытового обслуживания.

## Достопримечательности
В настоящее время на территории района расположено 6 памятников природы:
- Степные склоны у с. Владимировка (участок реликтовой растительности);
- Меловые склоны у с. Коротояк;
- Меловая сосна — остатки мелового бора на правом берегу р. Потудань;
- Участок р. Потудань от с. Солдатское до устья протяжённостью 16 км;
- Участок р. Дон от c. Коротояк до Дивногорья протяжённостью 6 км;
- Острогожские плавни в устье р. Тихая Сосна.

Острогожский район один из наиболее насыщенных памятниками археологии районов. Здесь представлены объекты всех типов и всех археологических периодов. К наиболее известным, являющимся памятниками федерального значения, относятся:
- Ольшанское городище (Верхне-Ольшанский комплекс),
- Волошинский комплекс памятников,
- Сторожевской комплекс,
- Аверинское городище,
- Мостищенское городище.

У сёл Урыв и Щучье Лискинского района в реке Дон c 1911 года по 1992 год нашли остатки трёх хорошо сохранившихся долблёных челнов.
Скифский могильник Девица V, расположенный в Острогожском районе между сёлами Девица и Болдыревка на правом берегу реки Девица, датируется второй половиной IV века до н. э. 19 насыпей располагаются двумя параллельными линиями. В могиле похоронено четыре женщины разного возраста и, вероятно, разного социального статуса. Одна женщина была похоронена в парадном женском головном уборе калафе, напоминающем корону. На серебряной накладке из самого большого на могильнике погребения № 2, в котором похоронен мужчина 40—49 лет, выявлено изображение божеств скифского пантеона.